# Ratpenat mastí de Miller
El ratpenat mastí de Miller (Molossus pretiosus) és una espècie de ratpenat que es troba a Colòmbia, Costa Rica, Guyana, Mèxic, Nicaragua, Trinitat i Tobago i Veneçuela.

## Distribució
El ratpenat mastí de Miller té una distribució limitada i tendeix a habitar regions aïllades de terres baixes.

## Morfologia
Els ratpenats mastí de Miller tenen el cos potent, amb un marc corporal ample i ales estretes. Tenen una mandíbula gruixuda en comparació amb altres ratpenats mastí. Tenen un patró distintiu en forma de cúspide als seus molars i no tenen el tercer premolar. Els mascles solen ser més grans que les femelles. En ple creixement, un ratpenat mastí adult oscil·la entre uns 20 i 28 grams. En néixer només pesa aproximadament una quarta part del seu pes adult. Té un color de pelatge variable; que va del negre a un color vermellós. El seu pit està clapejat d'un pelatge de blanc i té les orelles negres.

## Comportament
El ratpenat mastí de Miller viu en zones obertes, principalment en hàbitats de pastures. També s'ha observat que construeixen els seus refugis en coves, boscos secs i matolls espinosos. Acostumen a viure en zones vora un riu, un llac o un abeurador. L'aigua és important per beure i buscar menjar. Són nocturns i comencen a activar-se al capvespre, que coincideix amb el moment en què la seva font d'aliment s'activa, els insectes, escarabats i arnes.

## Conservació
El ratpenat mastí de Miller està catalogat com a espècie de preocupació menor amb un baix risc d'extinció. Això es deu a la seva capacitat d'adaptació als hàbitats canviants i a la distribució dels hàbitats que ocupa. També viu en diversos espais protegits.